# Polyrhachis grandis
Polyrhachis grandis är en myrart som beskrevs av Horace Donisthorpe 1949. Polyrhachis grandis ingår i släktet Polyrhachis och familjen myror. Inga underarter finns listade i Catalogue of Life.

## Bildgalleri

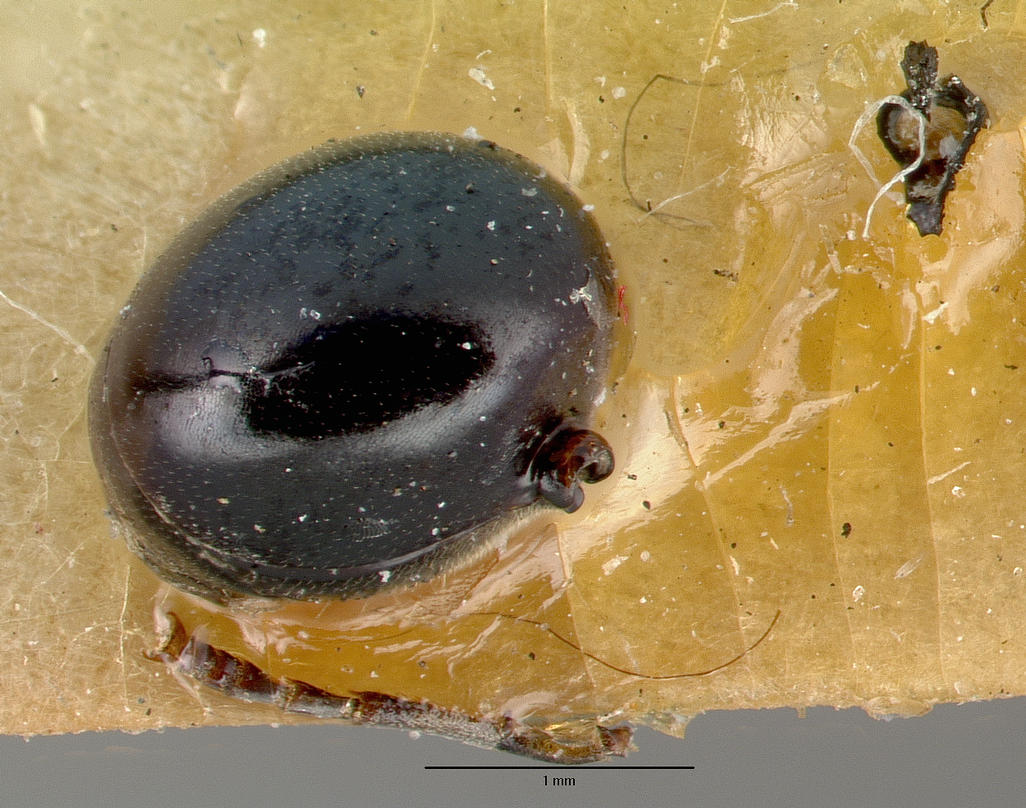
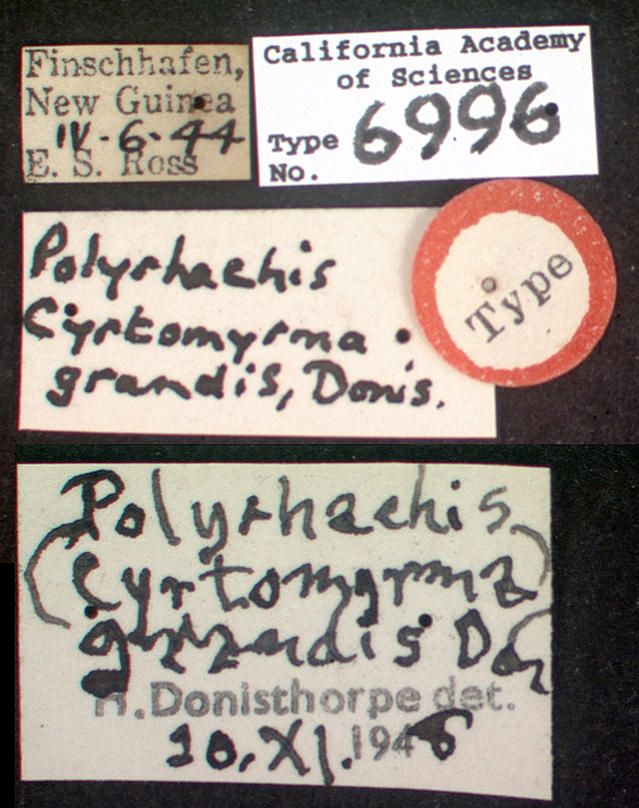
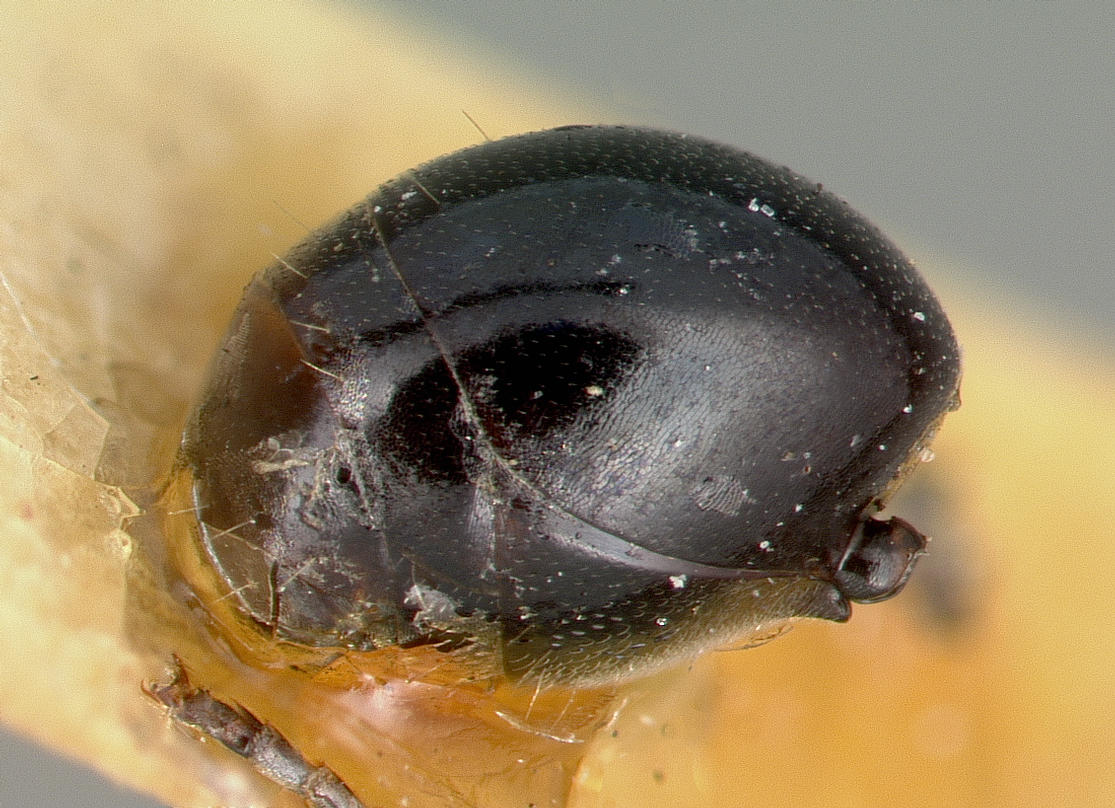
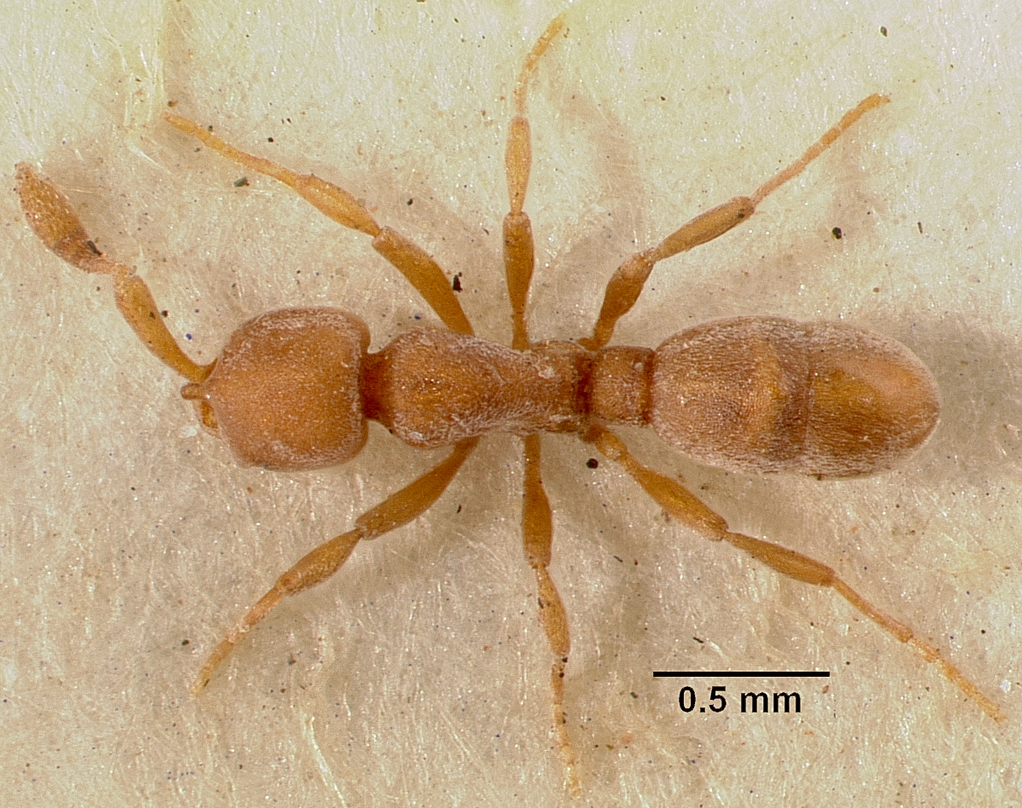
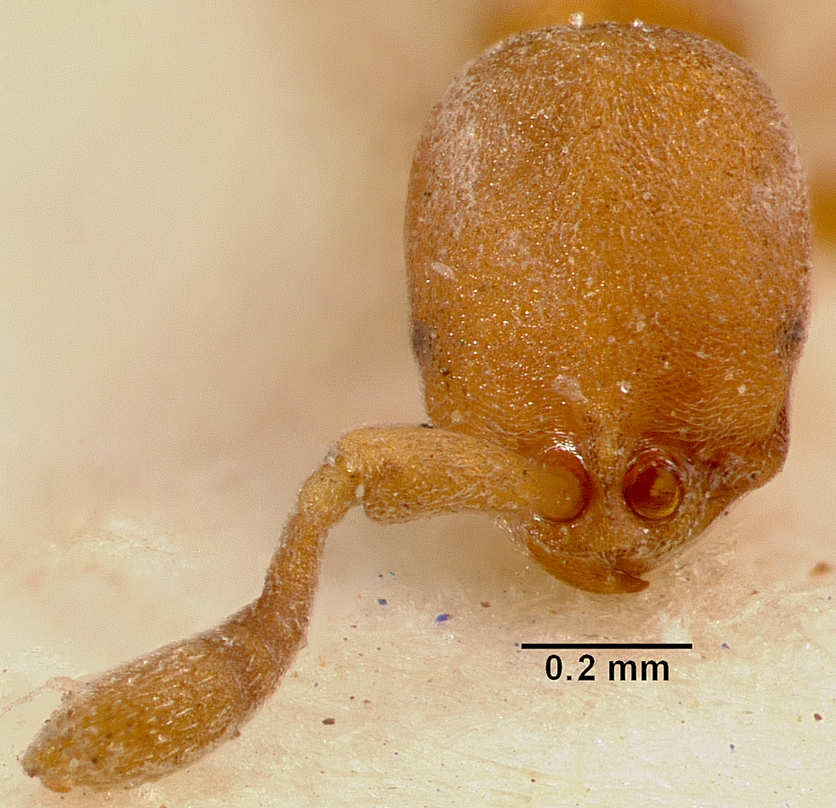
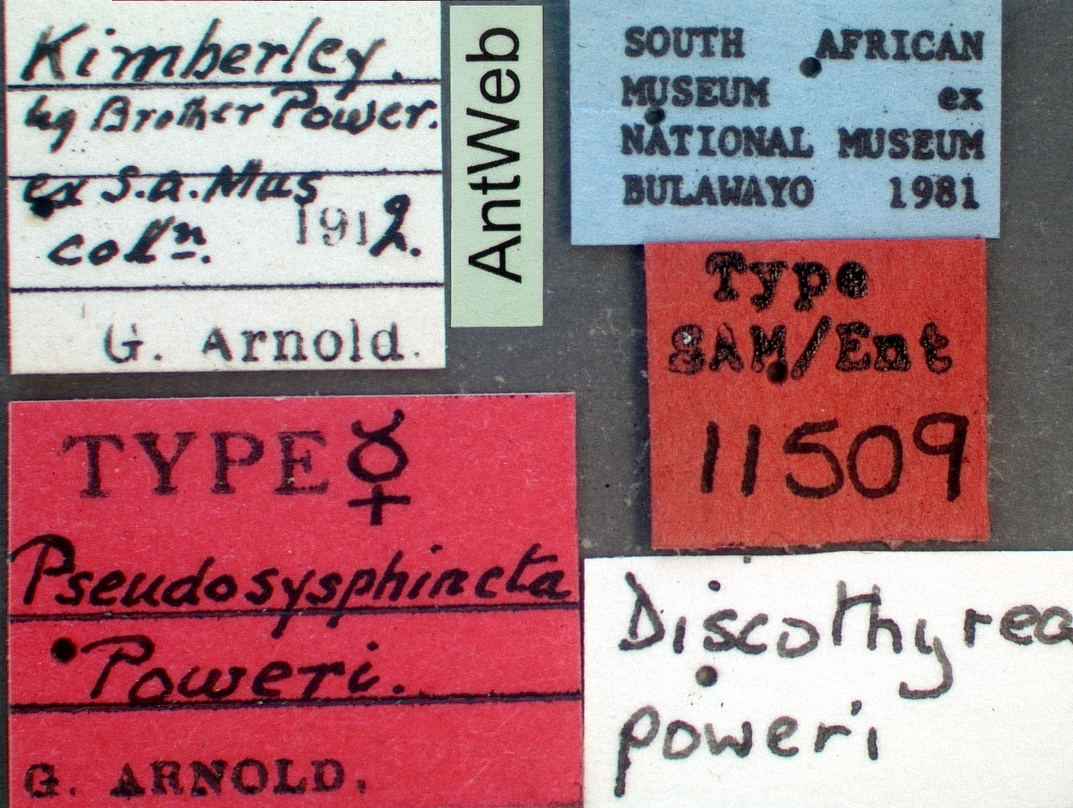